# Город золотой
«Го́род золото́й» (другие названия — «Го́род», «Рай», «Над тве́рдью голубо́й…») — песня на стихи Анри Волохонского и музыку Владимира Вавилова; входит в репертуар Бориса Гребенщикова, Алексея Хвостенко, Елены Камбуровой, а также ряда других исполнителей. Занимает третье место в списке 100 лучших песен русского рока в XX веке. Журналом Time Out помещена в список «100 песен, изменивших нашу жизнь».

## История создания музыки

Обложка пластинки «Лютневая музыка XVI—XVII веков» (1972)

В 1970 году советская фирма грамзаписи «Мелодия» выпустила пластинку «Лютневая музыка XVI—XVII веков». Первая композиция на ней была озаглавлена «Сюита для лютни: канцона и танец», а в качестве автора был назван Франческо Канова да Милано, известный итальянский композитор и виртуоз-лютнист XVI века. Однако его авторство было сомнительно: среди опубликованных до выхода пластинки произведений да Милано такой композиции не было, как не было её и в полном собрании его сочинений, изданном позже. Хотя первые ноты композиции имеют сходство с «Фантазией № 30» да Милано.
В 2005 году появилась интернет-публикация Зеева (Владимира) Гейзеля, в которой исследовался вопрос об авторстве данного произведения (как музыки, так и текста). Исследователем, в частности, было указано, что текст написан Анри Волохонским в ноябре 1972 года, и предположено, что автором музыки является Владимир Вавилов (1925—1973), советский гитарист и лютнист, прибегший к мистификации с отсылом к Эпохе Ренессанса ради того, чтобы собственная музыка малоизвестного тогда композитора, написанная, по всей видимости, в 1967—1968 годах, прорвалась к слушателю.
Мелодия ещё одной композиции с советской пластинки, «Павана и гальярда», автором которой был указан Винченцо Галилей, легла в основу другой песни на слова Анри Волохонского, исполнявшейся Алексеем Хвостенко, — «Конь унёс любимого».
Также с пластинки стала известна песня «Аве Мария».

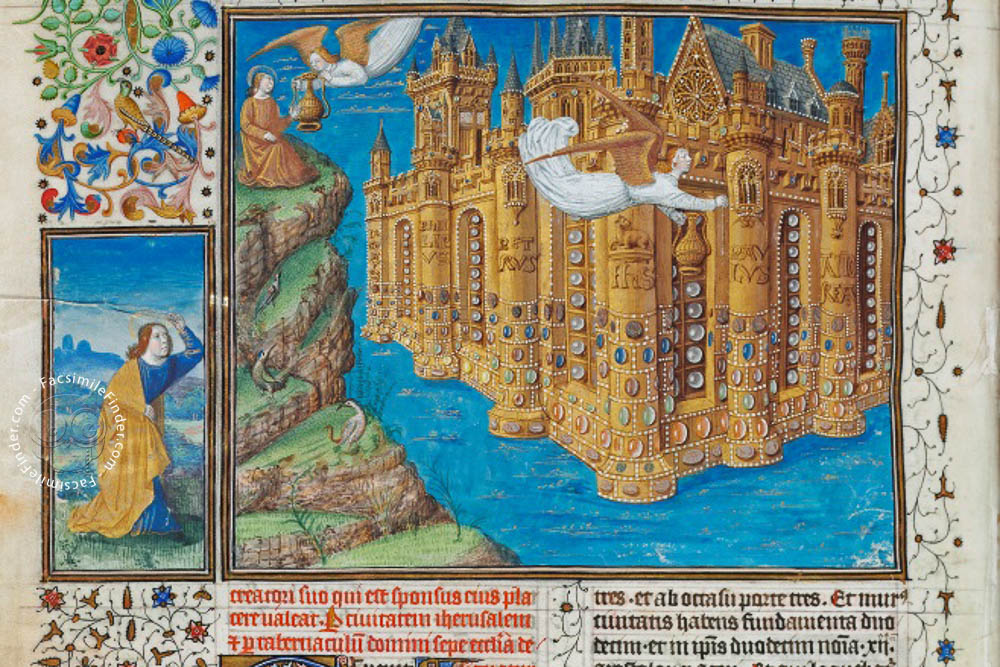
Город золотой (Небесный Иерусалим). Миниатюра, иллюстрирующая рукопись книги Откровения Иоанна Богослова (Апокалипсиса), XV век

Над небом голубым —

Есть город золотой,

С прозрачными воротами

И с яркою стеной.

А в городе том — сад:

Всё травы да цветы.

Гуляют там Животные

Невиданной красы.

Одно как рыжий огнегривый лев,

Другое — вол, исполненный очей.

Третье — золотой орёл небесный,

Чей так светел взор незабываемый…

А в небе голубом

Горит одна звезда.

Она твоя, о Ангел мой,

Она всегда твоя.

Кто любит — тот люби́м.

Кто светел — тот и свят.

Пускай ведёт звезда твоя

Доро́гой в дивный сад.

Тебя там встретят огнегривый лев

И синий вол, исполненный очей.

С ними золотой орёл небесный,

Чей так светел взор незабываемый…

<ноябрь-декабрь 1972>

## Текст песни
В ноябре 1972 года поэт Анри Волохонский сочинил на мелодию с пластинки Вавилова стихотворение «Над небом голубым…», озаглавленное в его сборнике произведений как «Рай».
В стихотворении использованы библейские образы из ветхозаветной Книги пророка Иезекииля (Иез. 1:10), на эту книгу как на источник указывает и сам А. Г. Волохонский.
Другие видят в тексте описание Небесного Иерусалима из Откровения Иоанна Богослова (Апокалипсиса) (Отк. 21:1—3, 21:11—22:2), в христианской традиции считающегося образом рая, и четырёх животных из Апокалипсиса (Отк. 4:6—9) — тетраморфа.
По словам Волохонского, произведение было навеяно мозаикой «Небо на земле» ленинградского художника Бориса Аксельрода:

Аксель делал тогда это самое «Небо на земле»… А мы делали вид, что помогаем Акселю, — кололи смальту и составляли куски мозаик по его росписям, впрочем довольно бездарно. Акселю приходилось нас поправлять. А я вообще по большей части лодырничал. В прямом смысле слова он мне ничего не говорил и не советовал, но атмосфера была та самая.— А. Г. Волохонский

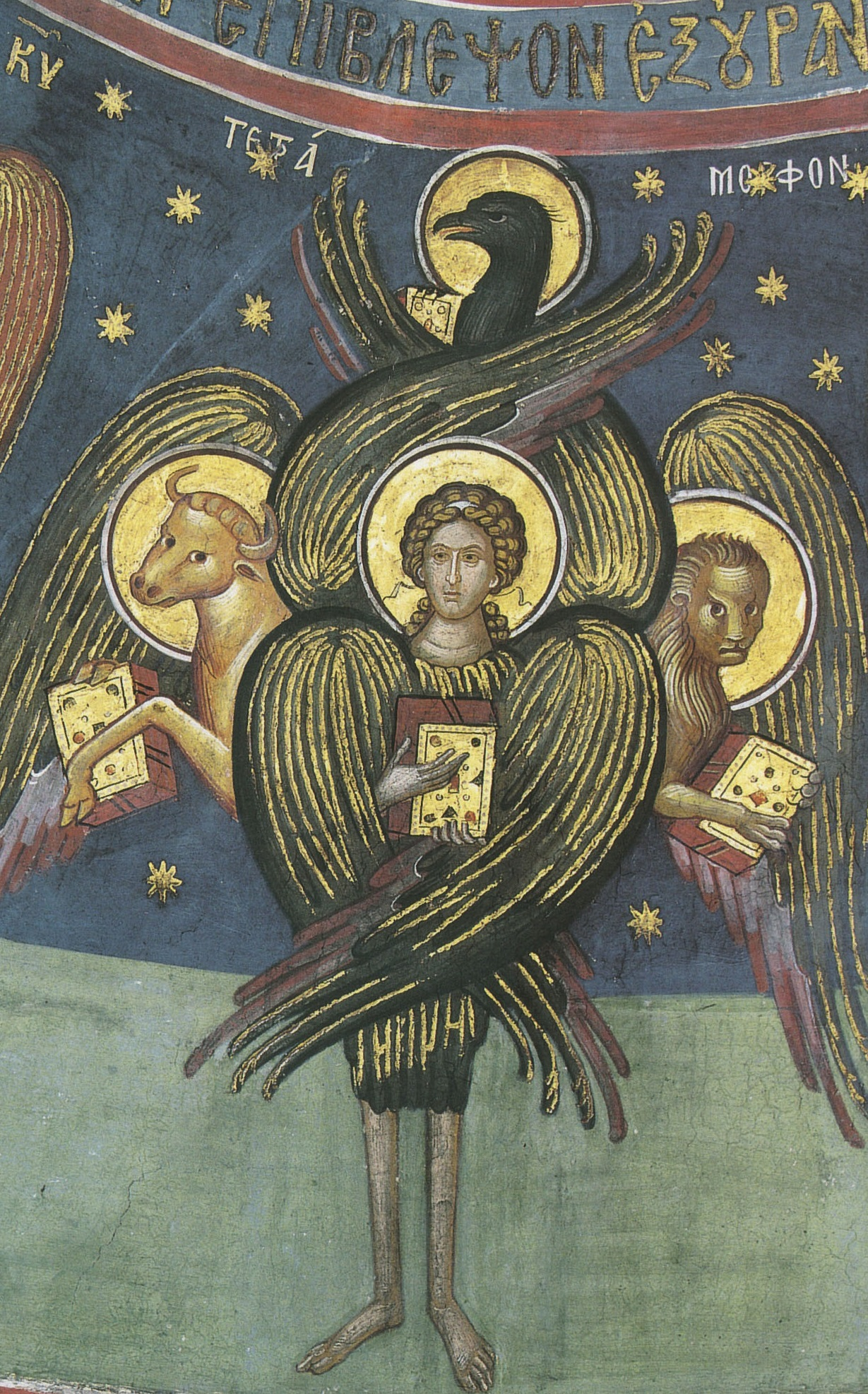
Тетраморф (фреска, монастыри Метеоры, XVI век)

Волохонский также рассказал об истории создания стихотворения следующим образом: «Вначале я услышал эту пластинку [Вавилова], где было написано, что музыка сочинена Франческо ди Милано. Ходил и мурлыкал её. Был я тогда в подавленном настроении, так как Хвостенко, с которым мы писали песни, уехал в Москву, а я остался в Питере. С мыслями „Как же я теперь буду писать?“ я бродил по городу и однажды зашел в мастерскую своего друга Акселя, и минут за пятнадцать написал этот текст. Было это в ноябре-декабре 1972 года».

Поэтесса Аида Хмелева (также известная как Любовь Топешкина и Любовь Молоденкова), первая жена Владимира Осипова, упоминает, что песня написана Алексеем Хвостенко в деревне Рождествено: 
- Ну, как… Алеша сидел на лавочке у нашего дома в деревне Рождествено, подбирал музыку, чуть ли не на балалаечке. Музыки он не сочинял, а брал для своих песен готовые произведения и писал к ним стихи. Потом приехал Анри Волохонский, его приятель из Питера. Его участие заключалось в том, что он подчистил в тексте отдельные слова и фразы, которые казались ему неуклюжими. Но по-моему, не в этом стихе, а в песне «Благовещенье» на музыку Баха, очень красивой. Сам Анри не писал конкретных стихов. Он сочинял заумь (у меня есть его сборник). То, что песню приписывают Волохонскому, Хвост знал и не возражал против этого, раз уж тот вносил какие-то правки. Так же, как и не возражал против использования ее Гребенщиковым, даже в искаженном виде (вместо «над небом голубым» он поет «под небом голубым», что лишает песню ее мистического смысла).

## Исполнители
Первым исполнителем песни стал Алексей Хвостенко, многолетний друг и соавтор Анри Волохонского. Песня стала известной в бардовской среде, её включали в свой репертуар многие исполнители. В 1975 году песня использовалась в спектакле «Сид» ленинградского театра-студии «Радуга», где её и услышал Борис Гребенщиков. Он впервые исполнил песню в марте 1984 года на концерте в Харьковском государственном университете, при этом извинившись за то, что даже не знает, кто написал это произведение.
По признанию Гребенщикова в августе 2019 года, песню он впервые услышал в начале 1980-х годов в спектакле театральной студии Эрика Горошевского (1944—2009) в исполнении Леонида Тихомирова. Песня настолько поразила Гребенщикова, что он уже в антракте пытался выяснить у режиссёра Горошевского, откуда она взялась и кто её авторы, на что не получил внятного ответа. «В течение пяти минут я перенял, как она играется — лучше песни на русском языке я не слышал никогда», вспоминал Гребенщиков. Много лет исполнитель стремился узнать, кто написал музыку и текст, но поначалу получал самые нелепые ответы. И только в конце 1980-х Гребенщикову стало известно, что к созданию песни и представлению её слушателям имеют непосредственное отношение два творческих деятеля, эмигрировавших из СССР и потому «вычеркнутых» официозом, — Анри Волохонский и Алексей Хвостенко. С Волохонским Гребенщиков не был знаком, а Алексею Хвостенко (которому молва донесла, будто Гребенщиков «украл» у него песню) объяснил, как всё было на самом деле, и дружил с ним до конца его жизни.
Песня была записана группой «Аквариум» в январе 1986 года в Ленинградском Доме Радио. Под именем «Город» она вошла в альбом «Аквариума» «Десять стрел», исполнялась на множестве концертов и стала «визитной карточкой» Гребенщикова.
В варианте Гребенщикова имеется несколько отличий от оригинального текста, главное из которых, по большому счёту — замена в первой строчке «Над небом голубым…» на «Под небом голубым…». По словам Анны Хвостенко:
Песня, конечно же, про рай, который на небесах. Изначально она так и называлась «Рай». Я не представляю, чтобы папа спел «Под небом голубым…». Но он совершенно спокойно воспринимал исполнение БГ. Ему говорили: «Алёша, почему он взял твою песню?» Папа отвечал: «Во-первых, она не моя, а во-вторых, почему бы ему не петь?» И то, что БГ переделал первую строчку, его не смущало. Я вообще никогда не слышала от него никакой критики, он никого не осуждал. Он уважал собственную свободу и не посягал на чужую.

Где-то в конце восьмидесятых у нас поставили советское телевидение, и вдруг смотрю — БГ поёт мою песню. Что ж… Хорошо поёт. Ну, текст немножко искажает, но это не беда. Бывает. Да ведь все песни существуют в более-менее искажённом виде. Возьмите, скажем, «Хасбулат удалой». Там ведь совсем другой текст, чем тот, который поётся. В общем, я обрадовался даже. Это, знаете, придумывают всякие глупости, говорят про этого бедного БГ, что он, мол, не имел права… Почему? Конечно, имел. Так что все нормально.— Анри Волохонский
Сам Гребенщиков об этом отличии говорит:

А тогда мы сравнивали наши версии: я, не расслышав, пел «Под небом голубым», а у него [Хвостенко] — «Над небом голубым». Принципиальная богословская разница, о которой мы тогда, в Париже, заспорили в четвёртом часу ночи. Мы сравнивали наши версии. Я ему говорю: «Как автор ты, естественно, обязан поддерживать свою версию, но я эту песню услышал и запомнил вот так, и мне представляется, что рай не обязательно искать где-то в другом месте, мне кажется, что его можно увидеть на Земле». По-моему, он оценил мою точку зрения.— БГ
По мнению культуролога С. Б. Борисова (2015), заменяя формулу «Над небом голубым» формулой «Под небом голубым», Борис Гребенщиков лексически и ритмически, осознанно или неосознанно, опирался на первую строку стихотворения А. С. Пушкина (1799—1837) «Под небом голубым страны своей родной» (1826).

## Популярность
Всесоюзную популярность песня обрела после того, как прозвучала в исполнении Бориса Гребенщикова в культовом позднесоветском фильме Сергея Соловьёва «Асса» (1988). Его закадровый голос в саундтреке, когда влюблённые, предчувствуя, что ничему не суждено сбыться, безмолвно «плывут» то вверх, то вниз в кабинке ялтинской канатки, исполнитель других песен «Ассы» Сергей Рыженко назвал «трепетным». В фильме о надеждах и иллюзиях перестроечной молодёжи, о том, на что способны не связанные никакими идеологическими предрассудками люди, песня «Город золотой», по мнению киноведа Александра Казакевича, выступает лейтмотивом истории любви так ни разу и не поцеловавшихся в кадре Алики и Бананана — любви мучительной, страстной, жертвенной. В титрах фильма не указаны ни автор текста, ни композитор музыки. Хотя авторы были известны тогда режиссёру Соловьёву, упоминание их в титрах могло осложнить выход картины в советский прокат. «Во время фрагмента с песней весь зал вставал и, закатив глаза в небо, как буддисты, все хором, как гимн, подпевали Гребенщикову», вспоминал режиссёр Соловьёв в 2014 году. У молодой аудитории зрителей фильма «Асса» конца 1980-х годов песня ассоциировалась с переменами, с верой в доброе, сострадательное, человеколюбивое будущее.
В 3-й игре зимней серии «Что? Где? Когда?» от 4 декабря 1993 года команде знатоков под руководством Алексея Вавилова выпал вопрос, в котором требовалось озвучить автора прозвучавшей в эфире «Сюиты для лютни». По условию вопроса, автором композиции был некий Франческо, который жил «во втором по значению городе, расположенном к северу от столицы одного из европейских государств». Почти всю минуту команда знатоков, за исключением Ольги Прокофьевой, обсуждала версию о том, что автором музыки мог быть лично Борис Гребенщиков, и Леонид Стебенев огласил эту версию в качестве ответа команды, а не авторскую версию «Франческо да Милано». Ведущий Владимир Ворошилов ответил, что Гребенщиков к авторству песни отношения не имел и на пластинках всегда указывал, что «музыка и слова — народные». На тот момент факт авторства мелодии Владимира Вавилова ещё не был установлен.
Певица Елена Камбурова исполняла песню в собственной редакции, с переработанным текстом, начинающимся словами «Над твердью голубой есть город золотой…». Спустя несколько лет, в 1978 году, уже от Камбуровой услышал песню известный бард В. А. Луферов. Он стал исполнять её (по существу, камбуровский вариант, изменено только одно слово) в бардовской манере.
В 2008 году немецкая поп-группа Highland записала песню «Under Blue Sky», в основу которой легла песня «Город золотой» (опорная часть мелодии и лирика на русском языке).

## Перевод текста песни на другие языки
Известны переводы стихов Волохонского с русского на иврит. Наиболее известный перевод «Рая» сделан Зеевом Гейзелем. Этот перевод был признан Анри Волохонским как точно отражающий оригинальный текст (Волохонский свободно владел ивритом).
В 1985 году американский поэт и переводчик Ричард Певир перевёл песню «Рай» на английский язык (под названием «Paradise»).
Кроме того, существуют:
- английский перевод и исполнение Мики Тубиншлака[21];
- английский перевод Михаила Морозова, который не до конца совпадает с авторским текстом А. Волохонского[14];
- перевод Сергея Назаревича (Аквилона) на украинский язык[22];
- перевод Сергея Балахонова на белорусский язык, стилизованный под произведение устного народного творчества[23];
- перевод Георгия Сойлемезиди на греческий язык[24];
- перевод Нильды Фернандеса на испанский язык в рамках проекта «Re:Ȧквариум» Lenta.ru[25];
- несколько разных вариантов перевода на иврит[источник не указан 3021 день];
- перевод на японский и исполнение дуэта «Итиго Тануки» (Нацуки Сугавара и Виталий Сунцев)[26].

## Использование в кино
- Фильм «Чужие здесь не ходят» (СССР, 1985)
- Фильм «Асса» (СССР, 1987)
- Фильм «Под небом голубым…» (СССР, 1989)
- Фильм «Дрянь» (СССР, 1990)
- Фильм «Любить по-русски 3» (Россия, 1996)
- Фильм «ДМБ-002» (Россия, 2000)
- Телесериал «Бригада» (Россия, 2002) (3-я серия)
- Фильм «Жесть» (Россия, 2006)
- Телесериал «Месть» (Россия, 2011)
- Телесериал «Купчино» (Россия, 2018)

## Использование в церкви
- В 2011 году в городе Щёлково построена звонница Серафимо-Саровской церкви, где каждый день на колоколах исполняется полуденный перезвон с мелодией В. Вавилова «Город золотой»[27].

## Комментарии
1. ↑  В новозаветной книге «Откровение» использовано значительное количество реминисценций на различные ветхозаветные книги, включая «Книгу пророка Иезекииля», поэтому в аллюзиях сразу на две книги Библии нет противоречия.